# Bruno Monti
Bruno Monti (12 de junho de 1930 — 16 de agosto de 2011) foi um ciclista italiano que participava em competições de ciclismo de estrada. Nas suas honrarias incluem três vitórias de etapa no Giro d'Italia, na Roma-Nápoles-Roma de 1954 e 1955, e duas edições do Giro dell'Emilia.

## Carreira olímpica
Monti competiu na estrada individual e estrada por equipes nos Jogos Olímpicos de 1952 em Helsinque, na Finlândia, onde ganhou uma medalha de prata nesta última prova.